# Congo Bongo
Congo Bongo (japanisch: Tip Top) ist ein Arcade-Spiel, das im Jahre 1983 vom Unternehmen Sega veröffentlicht wurde. Das Spiel wird als Segas Antwort auf das sehr erfolgreiche Spiel Donkey Kong bewertet, das zwei Jahre zuvor veröffentlicht worden war. Der Spieler übernimmt die Rolle eines Safari-Jägers, der den Gorilla Bongo fangen will.

## Spielprinzip
Das Spielprinzip von Congo Bongo lehnte sich an das anderer populärer Spiele der Zeit an, besonders an die Arcade-Spiele Frogger und Donkey Kong. Im Gegensatz zu diesen Spielen nutzt Congo Bongo aber eine isometrische Darstellung.

## Portierungen
Congo Bongo wurde auf viele verschiedene Heimcomputer-Plattformen portiert, u. a. ColecoVision, Intellivision, C64, Apple II, Atari 5200, TI-99/4A, VC-20, Atari 2600, MSX.